# Fabio Mancini
Fabio Mancini, né le 6 août 1958 à Empoli près de Florence, est un pilote automobile italien sur circuits.

## Biographie
Entamant sa carrière en sport mécanique avec un titre honorifique de vice-champion d'Italie de Formule Ford 2L. en 1977, il devient 33 ans plus tard Champion d'Italie Grand Tourisme en 2010 la cinquantaine passée, avec 4 victoires en 11 courses (sur Ferrari 430 Cup), s'étant entre-temps classé troisième du Championnat FIA des voitures de sport de catégorie SR2 en 2002 sur Lucchini SR2001-Alfa Romeo. 
Il remporte notamment le RAC Tourist Trophy en 1987 avec le tessinois Enzo Calderari sur BMW M3, et il obtient trois podiums aux 6 Heures de Vallelunga (victoire en 1998 avec Denny Zardo sur Tampolli RTA98-Alfa Romeo, deuxième en 1994 sur Ferrari 348, et troisième en 2003 sur Lucchini SR2001). Il est également l'auteur d'un podium aux 1 000 kilomètres de Suzuka en 1995, sur Ferrari F40 (3e).
Il participe aux 24 Heures du Mans en 1994 et 1995 avec le Ferrari Club Italia (18e à sa première apparition, sur Ferrari F40 GTE).
En 2014, il dispute encore l'International GT Open sur Ferrari 458 Italia, à 56 ans.